# Pardosa wagleri
Pardosa wagleri là một loài nhện trong họ Lycosidae.
Loài này thuộc chi Pardosa. Pardosa wagleri được Carl Wilhelm Hahn miêu tả năm 1822.